# Université du Qatar (métro de Doha)
Université du Qatar (en arabe : جامعة قطر) est une station sur la ligne Rouge du métro de Doha. Elle est ouverte en 2019.

## Histoire
La station est mise en service le 10 décembre 2019.

## Intermodalité
- Metrolink : M147 (Lusail Marina)
- Metroexpress : West Bay Lagoon, Doha Golf Club

## À proximité
- Université du Qatar